# 伯恩斯坦 (奥地利)
伯恩斯坦（德語：Bernstein）是奥地利布尔根兰州上瓦特县的一个市镇。总面积38.99平方公里，总人口2441人，人口密度62.6人/平方公里（2001年）。